# Питер Максимофф
Пи́тер Ма́ксимофф (англ. Peter Maximoff) — персонаж серии фильмов «Люди Икс» производства 20th Century Fox, основанный на одноимённом мутанте Marvel Comics.
Питер с рождения обладает сверхчеловеческой скоростью, что позволяет ему быть практически незаметным. В 1973 году Питер под предводительством молодого Чарльза Ксавьера, Хэнка Маккойя, а также путешествовавшего во времени Росомахи, освобождает молодого Эрика Леншерра. В 1983 году Максимофф вступает в команду «Люди Икс» и успешно противостоит мутанту Апокалипсису. В 1992 году Максимофф вместе с другими Людьми Икс вступает в битву с Джин Грей, однако его атака оборачивается неудачей, в результате чего он падает и серьёзно калечится.
Роль Питера Максимоффа исполнил американский актёр Эван Питерс. Он появляется в фильме «Люди Икс: Дни минувшего будущего» (2014) и в дальнейшем играет второстепенную роль в серии фильмов «Люди Икс», появившись в трёх фильмах по состоянию на 2022 год, а также в качестве камео в фильме «Дэдпул 2» (2018).

## Появления
Ртуть впервые появляется как персонаж комиксов в X-Men #4 (март 1964 года) и был создан писателем Стэном Ли и художником/соавтором Джеком Кирби. Персонаж изначально появляется как антагонист Людей Икс, хотя вскоре он становится членом Мстителей и появляется как основной персонаж в одноимённых комиксах, начиная с Avengers #16 в мае 1965 года. Он неоднократно появлялся в этой серии комиксов и других связанных с ними комиксами, иногда как член команды, иногда как союзник, а иногда как антагонист. В начале 1990-х годов мультсериал «Люди Икс» для Fox Kids был достаточно успешным, чтобы произвести впечатление на 20th Century Fox, что привело продюсера Лорен Шулер Доннер к покупке прав на экранизацию персонажей комиксов, включая Ртуть, в 1994 году.
В мае 2013 года режиссёр Брайан Сингер объявил, что Эван Питерс получил роль Ртути в серии фильмов «Люди Икс». Питерс сыграл персонажа в фильме 2014 года «Люди Икс: Дни минувшего будущего» и его продолжении 2016 года «Люди Икс: Апокалипсис». В 2019 году он вновь исполнил роль Ртути в продолжении фильма, «Люди Икс: Тёмный Феникс». После покупки компании 21st Century Fox компанией The Walt Disney Company все персонажи, связанные с Людьми Икс, были переведены обратно в Marvel Studios.
В «Людях Икс: Дни минувшего будущего» Максимофф представлен как мутант, который может двигаться, говорить и думать со сверхзвуковой скоростью. Питерс описал Ртуть как «очень быстрый, он быстро говорит, он быстро двигается. Всё остальное очень медленно по сравнению с ним, как будто он всегда стоит у банкомата и ждёт, когда ублюдок перед ним закончит». Художник по костюмам Луиза Мингенбах, которая в значительной степени опиралась на стили 1970-х годов для большей части одежды, увиденной в сценах 1973 года, заставила Питерса надеть одежду, вдохновлённую 1981 годом; это был способ Мингенбах показать непочтительность Ртути к точному времени и месту.
В «Людях Икс: Апокалипсис» персонаж играет гораздо более важную роль в повествовании. Выясняется, что Максимофф — сын Эрика Леншерра / Магнето, который не знает об этом сыне. Питерс заявил о фильме:
«На данный момент я узнал, что он мой отец… Это как приёмный ребёнок или любой другой ребёнок, у которого чужой отец, пытающийся… Теперь он знает, кто он такой, поэтому пытается его найти. Он искал его. Прошло 10 лет, а он так и не нашёл его, а потом что-то случилось».
Питерс также мельком появляется в эпизодической роли Максимоффа в фильме «Дэдпул 2» (2018) вместе с другими членами команды из «Апокалипсиса».
В «Тёмном Фениксе» Питерс описал персонажа как более зрелого и сдержанного в фильме, сосредоточенного на использовании своих способностей во благо как члена Людей Икс.

## Вымышленная биография персонажа

### Ранняя жизнь
Максимофф и две его сестры воспитывались матерью, и отца Питер никогда не видел. Будучи подростком, он использует свою суперскорость, чтобы красть вещи.

### Встреча с Людьми Икс
В 1973 году его навещают в доме его матери молодой Чарльз Ксавьер и Хэнк Маккой, а также путешествующий во времени Росомаха, который знает Максимоффа из другого времени. Они убеждают Максимоффа помочь им вызволить Эрика Леншерра из его тюрьмы под Пентагоном. Максимофф проникает в тюрьму под видом охранника, и, вибрируя стеклянной крышей камеры Леншерра, освобождает Эрика. Когда охранники сталкиваются с ними на кухне, Максимофф, используя свою суперскорость, разоружает и вырубает всех охранников. Затем Максимофф прощается с героями в аэропорту и отправляется домой.

### Противостояние с Апокалипсисом
В 1983 году Максимофф видит в новостях сообщения о Леншерре, разыскиваемого в качестве международного преступника. Максимофф отправляется в школу Ксавьера, и прибывает туда сразу после того, как могущественный мутант Эн Сабах Нур (Апокалипсис) и его Четверо Всадников похитили Ксавьера, и после того, как попытка Алекса Саммерса остановить их вызывает взрыв, который впоследствии разрушает особняк. Почувствовав опасность, Максимофф использует свою сверхскорость, и эвакуирует всех студентов из особняка, но ему не удаётся спасти Алекса, поскольку последний был ближе всего к взрыву. Во время разговора с Мистик Максимофф рассказывает, что он узнал, что Леншерр — его отец, который бросил его мать ещё до рождения Питера. В финальной битве Максимофф сражается и на короткое время, кажется, одерживает верх над Эн Сабах Нуром, пока злодею не удаётся удержать одну из ног Максимоффа в песке и сломать другую. Эн Сабах Нур вызывает Псайлок, чтобы убить Максимоффа, но она нападает на Эн Сабах Нура и оказывается, что это была изменившая облик Мистик, что побуждает остальных Четырёх Всадников выступить против Апокалипсиса. Позже, когда Люди Икс наблюдают, как Леншерр и Джин Грей восстанавливают особняк, Максимофф в гипсе говорит Ороро Монро, что он решил пока не говорить Леншерру, что он его сын, но что он останется в школе Ксавьера. Затем, выздоровевший Максимофф готовится тренироваться с другими Людьми Икс, чтобы противостоять будущим угрозам.

### Тёмный Феникс
В 1992 году Максимофф сопровождает нескольких Людей Икс в миссии по оказанию помощи повреждённому космическому шаттлу, телепортируясь на вышедшее из-под контроля судно с помощью Ночного Змея. Питер, используя свою суперскорость, спасает почти всех астронавтов на борту. Однако во время миссии Джин Грей поражает космическая энергия, которая усиливает её психические способности, но нарушает её эмоциональное равновесие. Позже, когда Люди Икс сталкиваются с растерянной и обезумевшей Джин Грей, Максимофф атакует Джин, однако Грей удаётся с помощью телекинетических способностей убрать из под ног Питера обломки домов, с которых он атаковал и в результате чего он падает и серьёзно калечится. Вскоре после этого он поправляется и продолжает находиться в особняке Ксавьера.
В 2017 году Питер вместе с другими Людьми Икс находится на совещании, пока их не прерывает Уэйд Уилсон, однако Зверь быстро закрывает дверь в совещательную комнату.

## Спецэффекты
Для «Людей Икс: Дни минувшего будущего» австралийская компания Rising Sun Pictures создала эпизод, который многие рецензенты считают центральным элементом эффектов фильма, где Ртуть использует свою суперскорость на кухне Пентагона. Изображая, как для скорохода действия в реальном времени сводятся к виртуальной остановке, объекты плавают вокруг в замедленном темпе. Проведя лидарное сканирование кухонного гарнитура, цифровое воссоздание добавило множество компьютерных реквизитов — кухонные принадлежности, столовые приборы, овощи и воду, выделяемую системой пожаротушения, — визуализированную с почти микроскопическими деталями в отношении размещения и освещения, особенно потому, что отснятый материал должен был работать в 3D. Чтобы имитировать бег Ртути по стенам, Эван Питерс и дублёр-каскадёр были сняты как на съёмочной площадке, подвешенной на ремне безопасности, так и на беговой дорожке, которая стояла перед хромакеем. Только ноги Питерса были заменены на компьютере. Режиссёр Брайан Сингер снял все сцены со Ртутью со скоростью 3600 кадров в секунду, чтобы продемонстрировать его сверхскорость. Несмотря на то, что в эпизоде было всего 29 кадров с эффектами, команде RSP из 70 художников потребовалось почти семь месяцев работы. Эпизод получил две награды от Общества специалистов по визуальным эффектам в 2014 году за выдающуюся симуляцию эффектов в  фотореалистичном / игровом полнометражном фильме и за выдающуюся виртуальную операторскую работу в фотореалистичном / игровом полнометражном фильме.
Rising Sun Pictures также предоставила эффекты для эффектов быстрого движения Ртути, останавливающего время, в сцене спасения из особняка в «Людях Икс: Апокалипсис», которая также была номинирована на премию Общества специалистов по визуальным эффектам.

## Реакция
Screen Rant описал персонажа как «одного из самых любимых персонажей фильмов Fox о Людях Икс», чья «суперскорость была представлена уникальными и часто юмористическими замедленными эпизодами, в результате чего Ртуть стал любимцем фанатов среди мутантов из репертуара Людей Икс». За его выступление в фильме «Люди Икс: Апокалипсис», Питерс был номинирован на премию Teen Choice Awards в 2016 году как «лучшая звезда экрана». Критик Ричард Роупер написал об этом фильме, что «фирменной сценой» фильма является та, в которой «Ртуть (Эван Питерс) использует свою супер-пупер-пупер-пупер скорость, чтобы спасти десятки студентов, и всё это под мелодию „Sweet Dreams (Are Made of This)“ в исполнении Eurythmics», описывая сцену как «красивый, забавный, захватывающий, совершенно волшебный эпизод — так же увлекательно, как и всё, что я видел в кино за долгое время», и заканчивая рекомендацией, что «[вы] вы обязаны сами увидеть, как Ртуть делает своё дело».
Версия из серии фильмов «Люди Икс» является одной из двух адаптаций персонажа комиксов в игровом кино, другая версия появляется в фильмах Кинематографической вселенной Marvel (КВМ) «Первый мститель: Другая война» (2014) и «Мстители: Эра Альтрона» (2015); его роль исполнил Аарон Тейлор-Джонсон. Эту версию, как и в комиксах, зовут Пьетро Максимоффом, он является жителем вымышленной восточно-европейской страны Заковии и братом-близнецом Ванды Максимофф, вместе с которой они раскрыли в себе свои сверхспособности после проведения над ними экспериментов с участием Камня Разума. Версия Людей Икс считалась лучшей адаптацией как с точки зрения развития причуд их характера, так и с точки зрения демонстрации их способностей. В 2021 году Эван Питерс появился в телесериале КВМ «Ванда/Вижн» в роли жителя Уэствью Ральфа Боунера, который выдавал себя за Пьетро, находясь под контролем Агаты Харкнесс. Это была отсылка к исполнению актёром роли Питера в «Людях Икс».